# Liste der Stolpersteine in Greven
Die Liste der Stolpersteine in Greven enthält alle Stolpersteine, die im Rahmen des gleichnamigen Projekts von Gunter Demnig in Greven verlegt wurden. Mit ihnen soll an Opfer des Nationalsozialismus erinnert werden, die in Greven lebten und wirkten.

## Verlegte Stolpersteine
| Bild                                       | Person, Inschrift | Adresse         | Verlege- datum | weitere Informationen |
| ------------------------------------------ | --- | --------------- | -------------- | --------------------- |
| Stolperstein für Polnische Kriegsgefangene | In Greven gehängt 14. August 1942 Polnische Kriegsgefangene denunziert ‚verbotener Umgang‘ ermordet Bockholter Berge | Markt, Greven · | 3. Nov. 2017   |                       |
| Stolperstein für Wacław Ceglewski          | Wacław Ceglewski geb. 13. Feb. 1921 er lebte in Ciechocinek                                                          | Markt, Greven · | 3. Nov. 2017   |                       |
| Stolperstein für Franciszek Banaś          | Franciszek Banaś geb. 7. Juni 1914 er lebte in Ujsoły                                                                | Markt, Greven · | 3. Nov. 2017   |                       |